# Lepnica
Lepnica es un pueblo de la municipalidad de Orašje, en el cantón de Posavina, Bosnia y Herzegovina.

## Superficie
Posee una superficie de 1,27 kilómetros cuadrados.

## Demografía
Hasta 2013 la población era de 38 habitantes, con una densidad de población de 29,8 habitantes por kilómetro cuadrado.